# Araneus tinikdikitus
Araneus tinikdikitus är en spindelart som beskrevs av Alberto Barrion och James A. Litsinger 1995. Araneus tinikdikitus ingår i släktet Araneus och familjen hjulspindlar.
Artens utbredningsområde är Filippinerna. Inga underarter finns listade i Catalogue of Life.